# Rick et Morty
Rick et Morty (Rick and Morty) est une série d'animation pour adultes américaine créée par Justin Roiland et Dan Harmon, diffusée depuis le 2 décembre 2013 sur Cartoon Network, dans la tranche fin de soirée Adult Swim. Roiland joue les personnages principaux, tandis que Chris Parnell, Spencer Grammer et Sarah Chalke prêtent leur voix au reste de la famille.
La série provient d'une courte parodie animée reposant sur la trilogie de films Retour vers le futur, titrée The Real Animated Adventures of Doc and Mharti, créée par Roiland pour Channel 101, un festival de court métrage cofondé par Harmon. Lorsque Adult Swim approche Harmon pour des idées d'émissions de télévision, lui et Roiland décident de développer un programme basé sur ce court métrage.
La première saison de la série comporte onze épisodes d'environ 23 minutes et se termine en avril 2014. Une deuxième saison, composée de dix épisodes, débute en juillet 2015 et se termine en octobre de la même année. En août 2015, la production d'une troisième saison de dix épisodes chez Adult Swim est annoncée. Attendue initialement fin 2016, elle est finalement diffusée à partir du 1er avril 2017.
En France, les saisons 1 et 2 étaient diffusées sur France 4 dès le 9 octobre 2015 dans la tranche « Réanimation » à raison de deux épisodes par semaine. La série est rediffusée sur Toonami dans la case [adult swim] (proposée le soir entre 23 h et 2 h) avec la saison 3 en inédit TV et la saison 4. La série est également disponible sur Netflix. Celle-ci est aussi doublée au Québec et diffusée depuis le 18 mai 2018 sur Télétoon dans le bloc Télétoon la Nuit.
Le programme est très bien reçu par la critique pour son originalité, sa créativité et son humour.

## Synopsis
La série suit les mésaventures de Rick Sanchez, un scientifique cynique et fantasque, et de son petit-fils, Morty Smith, perturbé et facilement influençable, qui partagent leur temps entre une vie domestique et des aventures interdimensionnelles.

## Liste des épisodes

### Première saison (2013 - 2014)
Note : Le deuxième titre francophone est celui du Québec, le cas échéant.
1. De la graine de héros / Pilote (Pilot)
2. I, Croquette / Le Royaume des chiens (Lawnmower Dog)
3. Anatomy Park / Le Parc anatomique (Anatomy Park)
4. M. Night Shaym-Aliens! / M. Night Sha-pas-d'allure (M. Night Shaym-Aliens!)
5. La Boîte à larbins / Monsieur Faitout Défait Tout (Meeseeks and Destroy)
6. E-Rick-xir d'amour / Le Philtre d'amour de Rick (Rick Potion #9)
7. Gazorpazorp Junior / Le Père Indigne de Gazorpazorp (Raising Gazorpazorp)
8. Télé…visions / Télé-Rick (Rixty Minutes)
9. La Petite bou-Rick des horreurs / Quand le diable est au Rick (Something Ricked This Way Comes)
10. Rencontres du troisième Rick (Close Rick-Counters of the Rick Kind)
11. Ricksy Business / L'Excent-Rick débauche (Ricksy Business)

### Deuxième saison (2015)
Note : Le deuxième titre francophone est celui du Québec, le cas échéant.
1. Effet Rick-ochet / Un Rickourci dans le temps (A Rickle in Time)
2. Prout, l'extra-terrestre / Morty-reur d'élite (Mortynight Run)
3. Assimilation auto-érotique (Auto Erotic Assimilation)
4. Total Rickall (Total Rickall)
5. On va vous faire schwifter / Devenez Schwifty (Get Schwifty)
6. Les Ricks sont tombés sur la tête (The Ricks Must Be Crazy)
7. Mini-Rick, méga hic / Petit Rick va loin (Big Trouble in Little Sanchez)
8. Câble Interdimensionnel 2 : Tenter le destin / Câble Interdimensionnel 2 (Interdimensional Cable 2: Tempting Fate)
9. Qui est-ce qui purge, maintenant ? / Purgence Santé (Look Who's Purging Now)
10. Mariage à la squanchaise / Les Squancheurs de noces (The Wedding Squanchers)

### Troisième saison (2017)
1. À la recherche de Rick (The Rickshank Redemption)
2. À la recherche de la pierre verte (Rickmancing the Stone)
3. Rick-ornichon (Pickle Rick)
4. Troisième édition (Vindicators 3 : The Return of Worldender)
5. Conspiration (The Whirly Dirly Conspiracy)
6. Repos et Ricklaxation (Rest and Ricklaxation)
7. Confusion en Ricklantide (The Ricklantis Mixup)
8. Les Souvenirs effacés de Morty (Morty's Mind Blowers)
9. Froopyland (The ABC's of Beth)
10. L'Ami de Washington (The Rickchurian Mortydate)

### Quatrième saison (2019 - 2020)
Le 15 mai 2019, la chaîne Adult Swim annonce la diffusion de la quatrième saison pour le mois de novembre 2019.
1. Edge of Tomorty: Rick Die Rickpeat (Edge of Tomorty: Rick Die Rickpeat)
2. Le Vieil homme et la merde (The Old Man and the Seat)
3. Vol au-dessus d'un nid de Morty (One Crew Over the Crewcoo's Morty)
4. C'est mon dragon et bien plus encore (Claw and Hoarder: Special Ricktim's Morty)
5. Rattlestar Ricklactica (Rattlestar Ricklactica)
6. Rickstoires sans fin (Never Ricking Morty)
7. ProMortyus (Promortyus)
8. L'Épisode de la cuve d'acide (The Vat of Acid Episode)
9. Les Rick de Morty (Childrick of Mort)
10. Star Mort : Le Ricktour du Jerry (Star Mort Rickturn of the Jerri)

### Cinquième saison (2021)
La saison 5 est disponible sur HBO Max et Netflix.
1. Les Ricksins de la colère (Mort Dinner Rick Andre)
2. Mes Doubles, mon Morty et moi (Mortyplicity)
3. Une Vérickté qui dérange (A Rickconvenient Mort)
4. Rickdependence Jet (Rickdependence Spray)
5. Amortycan Grafrickty (Amortycan Grickfitti)
6. Rick et Morty : Spécial Thanksgiving (Rick & Morty's Thanksploitation Spectacular)
7. GoTron JerrySis Rickvangelion (Gotron Jerrysis Rickvangelion)
8. Rick, un ami qui vous veut pas que du bien (Rickternal Friendshine of the Spotless Mort)
9. Sans SaRick rien ne va (Forgetting Sarick Mortshall)
10. SamouRick Jack (Rickmurai Jack)

### Sixième saison (2022)
1. Solaricks (Solaricks)
2. Une Mort-vie bien vécue (Rick: A Mort Well Lived)
3. Bethic Instinct (Bethic Twinstinct)
4. Famille nocturne (Night Family)
5. Desmithation finale (Final DeSmithation)
6. JuRicksic Mort (Juricksic Mort)
7. Le Héros aux mille et un Rick (Full Meta Jackrick)
8. De mal en pisse (Analyze Piss)
9. Les Rickvaliers du Roi Morthur (A Rick in King Mortur's Mort)
10. Le Père Rick-Noël est une Mortyure (Ricktional Mortpoon's Rickmas Mortcation)

### Septième saison (2023)
1. La Vie, c'est comme une Boîte-A-Caca (How Poopy Got His Poop Back)
2. Deux Rick ami-ami (The Jerrick Trap)
3. Air Force Wong (Air Force Wong)
4. Soleil Ve-Rick (That's Amorte)
5. ImpRicktoyable (Unmortricken)
6. Mater n'est pas jouer  (Rickfending Your Mort)
7. Wet Kuat Amortican Summer (Wet Kuat Amortican Summer)
8. Le Soulèvement des Numéricons le film (Rise of the Numbericons: The Movie)
9. Mort : Ragnarick (Mort: Ragnarick)
10. Conjurick (Fear No Mort)

### Huitième saison (2025)
Note : Le deuxième titre francophone est celui du Québec, le cas échéant.
1. La Summer de toutes les peurs (Summer of All Fears)
2. Valkyrick (Valkyrick)
3. Le Rick, Le Mort & Le Truand (The Rick, The Mort & The Ugly)
4. La Dernière tentation de Jerry (The Last Temptation of Jerry)
5. Cryo Mort a Rickver (Cryo Mort a Rickver)
6. L'Étrange RickStoire de Bethjamin Button (The Curicksous Case of Bethjamin Button)
7. L'Incroyable Destin de HaMort Rick (Ricker than Fiction)
8. NoMortland (Nomortland)
9. Tel Morty, tel Junior (Morty Daddy)
10. Sexy Rick (Hot Rick)

## Personnages

### Principaux
- Rick Sanchez : génie scientifique alcoolique, vulgaire, cynique et haïssant l'univers tout entier ou presque. Il est l'incarnation de la science irresponsable ; d'une très grande intelligence et pouvant réaliser n'importe quelle invention, il peut être parfois un criminel ne répugnant à rien et outrepassant toute morale. Rick est souvent source d'inquiétude pour Beth, sa fille, quand il passe beaucoup de temps avec Morty, qu'il emploie dangereusement et tente souvent d'impressionner. Bien qu'il semble ne pas avoir de sentiments humains ou de morale, il lui arrive parfois d'avoir des moments de tendresse, notamment avec Morty, qu'il aime malgré tout sans pour autant l'avouer.
- Morty Smith : petit-fils de Rick de 14 ans. Plein de bonnes intentions, timide et soucieux de faire le bien, il est trop souvent emporté dans les aventures de Rick. Adolescent constamment ridiculisé par Rick, il l'aime pourtant énormément malgré l'antipathie que ce dernier peut avoir à son égard. Si Morty voue une grande admiration à son grand-père de par les mondes qu'il lui fait découvrir, cherchant souvent à lui faire plaisir et à créer des liens avec lui, il lui arrive d'avoir les nerfs qui lâchent et de ne plus être capable de le supporter. Bien qu'il soit perçu comme un adolescent peu intelligent au début de la série, Morty se révèle souvent très vif d'esprit et est d'une grande aide pour Rick. Une version maléfique de Morty venue d'un autre univers, Méchant Morty, est le principal antagoniste de la série.
- Jerry Smith : père de Morty et Summer, peureux, considéré comme un idiot par sa famille et peu sûr de lui, il est jaloux de Rick et désapprouve fortement l'influence que ce dernier a sur son fils. On lui reproche très souvent le fait qu'il soit chômeur.
- Beth Smith (née Sanchez) : fille de Rick, mère de Morty et Summer, et épouse de Jerry. Elle est chirurgienne pour chevaux et, à l'instar de son père, elle aime l'alcool, notamment le vin rouge. En dépit d'un caractère autoritaire, elle remet régulièrement en question ses choix de vie et sa façon d'élever ses deux enfants, pour qui elle ne montre pourtant pas réellement d'attention. Bien qu'elle semble la plus réfléchie de la famille Smith, il lui arrive souvent d'avoir un comportement irresponsable.
- Summer Smith (Marie-Lune en VQ) : sœur de Morty, parfois superficielle et obsédée par son image auprès de ses camarades, elle aime se servir des inventions de son grand père pour favoriser sa vie sociale. Elle se révèle être intelligente et rusée, parfois manipulatrice pour arriver à ses fins. Elle idéalise son grand père et aimerait avoir plus de considération de sa part, elle justifie ce manque par la misogynie dont il fait preuve ce qui va la pousser encore plus à vouloir prouver sa valeur. Au fil de la série, on remarque qu’elle se rapproche de Rick et part à plusieurs reprises pour des aventures avec lui.

### Récurrents
- Jessica : Jessica est une camarade de classe dont Morty est amoureux. Bien qu'elle ne le remarque que rarement, elle semble toutefois l'apprécier et supporte mal qu'il disparaisse trop longtemps.
- Mr Goldenfold : professeur de mathématiques farfelu de Morty. Il a une multitude de pulsions sexuelles refoulées depuis que sa femme l'a quitté.
- Principal Vagin : directeur de l'école de Morty. Il affirme pour sa défense que son nom à consonance ridicule est d'origine scandinave.
- Le conseil galactique – Gouvernement fédéral de la galaxie avec des allures de dictature. Ils recherchent activement Rick et Condorman car ils sont considérés comme des terroristes dans toute la galaxie.
- Condorman (Birdperson en VO, le Moineau en VQ) : c'est un ami de longue date de Rick. Mi-homme mi-oiseau, il vit sur la planète Squanch, à 6 000 années-lumière de la Terre. Lors de son mariage avec Tammy (une amie de Summer), on découvre que cette dernière est un agent fédéral chargée de traquer Condorman, Rick et tous leurs amis criminels. Elle lui tire plusieurs fois dessus lors de la fusillade qui suit. Il est finalement ressuscité par le gouvernement galactique sous forme de cyborg : Phénixman.
- Squanchy : un des meilleurs amis de Rick. C'est un chat jaune et anthropomorphe ayant la capacité de devenir des centaines de fois plus fort en cas de besoin. Sa passion est la masturbation par asphyxie érotique ; il utilise souvent le terme "Squanch" pour tout et n'importe quoi, à la manière des Schtroumpfs.
- Evil Morty : ce Morty d'une réalité parallèle se ramène à beaucoup de suppositions auprès de lui, on comprend par la suite ses réelles motivations. Il semble avoir certains antécédents avec Rick c-137 et veut se venger de lui plus que tout, n'ayant plus aucune pitié pour les Ricks. Il est l'Antagoniste principal de la série. Il apparait pour la première fois dans l'épisode Rencontres du troisième Rick de la saison 1.
- Mécanisman : de son vrai nom Revolio Horlogberg Jr. et surnommé Mécanisman par Rick, il est un expert en mécanique capable d’expliquer leurs subtilités techniques et de parler des « Gear Wars » (guerre des mécanismes) pendant des heures. Rick et Morty se sont même rendus sur sa planète de Gear World, où l’on peut constater qu’il n’est pas le seul personnage constitué d' engrenages.

## Distribution

### Acteurs principaux
- Justin Roiland : Rick Sanchez, Morty Smith, Mr Larbin, Mr Top Hat Jones, Ant-in-my-Eyes Johnson, The Eyehole Man, Stealy, Mr Boîte à Caca (saison 1 à 6)
- Sarah Chalke : Beth Smith
- Chris Parnell : Jerry Smith
- Spencer Grammer : Summer Smith
- Ian Cardoni : Rick Sanchez (à partir de la saison 7)
- Harry Belden : Morty Smith (à partir de la saison 7)

### Acteurs récurrents et invités
- Dan Harmon : Condorman, MC Haps, Ice-T, M. Nimbus
- Phil Hendrie : Principal Gene Vagin
- Brandon Johnson : Mr Goldenfold
- Kari Wahlgren : Jessica Palmer
- Echo Kellum : Brad, Jacob
- Cassie Steele : Tammy Gueterman
- Daniel Benson : Ethan
- Aislinn Paul : Nancy
- Alex Hirsch : Toby Matthews
- Ryan Ridley : Frank Palicky, Cousin Nicky
- Jess Harnell : Terry le Terrifiant
- John Oliver : Dr Xenon Bloom
- Jackie Buscarino : Annie
- Scott Chernoff : Mécanisman/Revolio Horlogberg Jr.
- Tom Kenny : Squanchy, Léon le Crayon, Mr Guimauve
- Finnegan Perry : Morty Junior Bébé
- Will Jennings : Morty Junior Enfant
- Richard Christy : Morty Junior Adolescent
- Maurice LaMarche : Morty Junior Adulte, Abradolf Lincler
- Andy Daly : Krombopoulos Michael
- Christina Hendricks : Unity
- David Cross : Prince Nébulon
- Rich Fulcher : King Flippy Nips
- Nolan North : Scroopy Noopers
- Kevin Michael Richardson : Frankenstein
- Matt Walsh : Gary le fatigué
- Tara Strong : Grelottine
- Keith David : Président des États-Unis
- Kurtwood Smith : Général Nathan
- Alfred Molina : Lucius Needful
- Rob Paulsen : Boule de Neige
- Jemaine Clement : Prout
- Patton Oswalt : Beta VII
- Tricia Helfer : Donna Gueterman
- James Callis : Pat Gueterman
- Pat Lentz : Joyce Smith
- Dana Carvey : Leonard Smith
- Claudia Black : Mar-Sha
- Jim Rash : Glaxo Slimslom
- Werner Herzog : Shrimply Pibbles
- Stephen Colbert : Zeep Xanflorp
- Susan Sarandon : Dr Wong
- Keegan-Michael Key : Fourth-Dimensional Being
- Jordan Peele : Second Fourth-Dimensional Being
- Clancy Brown : Risotto Groupon
- Christian Slater : Vance Maximus
- Nathan Fillion : Cornvelious Daniel
- Danny Trejo : Jaguar
- Jon Allen : Mr Boîte à Caca (à partir de la saison 7)

### Version française
- Alain Eloy : Rick Sanchez, Mr Goldenfold, autres voix additionnelles
- Thibaut Delmotte : Morty Smith, autres voix additionnelles
- Micheline Tziamalis : Beth Smith, autres voix additionnelles
- David Manet : Jerry Smith, autres voix additionnelles
- Ludivine Deworst : Summer Smith, autres voix additionnelles
- Jean-Marc Delhausse : Morty Junior Adolescent/Adulte (S1E7), Oncle Steve (S2E4), Jaguar (S3E3)
- Michel Hinderyckx : Risotto Groupon (S3E5), Oncle Barry (Bushworld Adventures)
- Sophie Landresse : Annie (S1E3)
- France Bastoen : Mar-Sha (S1E7)
- Jean-Michel Vovk : voix additionnelles
- Patrick Brull : Gaz (S2E2), voix additionnelles
- Jennifer Baré : la vétérinaire (S2E1), voix additionnelles
- Michelangelo Marchese : Mechanisman (S2E2)
- Philippe Allard : Zeep (S2E6), voix additionnelles
- Bruno Mullenaerts : Hémorragie (S3E2), voix additionnelles
- Pierre Lognay : Vance Maximus (S3E4)
- Gauthier de Fauconval : Tommy (S3E9), voix additionnelles
- Catherine Conet : Keara (S3E9), voix additionnelles
- Fanny Roy : voix additionnelles
- Daniel Nicodème : Hawkman (1re voix)
- Benoît Grimmiaux : Siegneur des Récits (S4E6), voix additionnelles
- Jean-Francois Rossion : Jesus Christ (S4E6), voix additionnelles
- Laurent Bonnet : voix additionnelles
- Nicolas Matthys : voix additionnelles
- Marie-Line Landerwijn ; Tammy, autres voix additionnelles
- Olivier Prémel : voix additionnelles
- Olivier Bony : M. Nimbus
- Delphine Chauvier : Arthricia (S2E9)
- Fabienne Loriaux : Le petit Tommy (S3E9), voix du couteau à cran d'arrêt rose doué de conscience (S3E9)
- Alessandro Bevilacqua : M. Boîte À Caca (S2 et 4)
- Frédéric Meaux : Croquette (S1E2), Jan-Michael Vincent (S2E8), autres voix additionnelles
- Gauthier de Fauconval : M. Boîte à Caca (S3), Tommy (S3E9)
- Catherine Conet : Kiara (S3E9), la garde du président (S3E10)
- Francis M'Benny : Policier 1, l'avocat (S4E1)
- Quentin Mosimann : Harold la Brute (S4E1), Producteur Netflix (S4E3)
- Carlito : Brute 1 (S4E1), le dieu des toilettes (S4E2) et un dragon (S4E4)
- Sébastien-Abdelhamid Godelu : Présentateur Tv (S4E1), Présentateur Tv alien (S4E2)
- McFly : le fermier (S4E2), un dragon et un mec qui drague un dragon (S4E4)
- Jhon Rachid : Vermigurber la mouche (S4E2), Agent de la Nouvelle Fédération Galactique (S4)
- Waxx : Danny (S4E2)
- Jenny Letellier : la femme de Tony (S4E2), un dragon salope (S4E4)
- Valentin Jean : l'homme du motel (S4E2), un dragon salope (S4E4)
- Norman Thavaud : Agent de la Nouvelle Fédération Galactique (S4E10)
- Kemar : Agent de la Nouvelle Fédération Galactique (S4E10)
- Lorenzo : un Changeformer (S5E5)
- Olivier Cuvellier : un client du magasin (S5E6)
- Brieuc Lemaire : Voix additionnelles
- Cyprien Iov : Simon, la borne d'arcade (S6E2)

Version française réalisée par le studio de doublage VSI/Chinkel, sous la direction de Marie-Line Landerwijn, William Coryn et Fouzia Youssef-Holland, d'après une adaptation de Xavier Hussenet Thibault Codevelle et Soriya Leang

### Version québécoise
- Sylvain Hétu : Rick Sanchez
- Philippe Martin : Morty Smith
- Élyse Marquis : Beth Smith
- Denis Roy : Jerry Smith
- Catherine Brunet : Marie-Lune (Summer) Smith
- Véronique Claveau : Jessica Palmer
- Hugolin Chevrette : M. Faitout
- Louis-Philippe Berthiaume : M. Boîte à Caca
- Patrick Chouinard : Condorman
- Daniel Picard : Principal Gene Foufoune
- Paul Sarrasin : M. Goldenfold
- Émilie Bibeau : Tammy Guterman
- Xavier Morin-Lefort : Brad
- Maxime Desjardins : Ethan
- Sébastien René : Squanchy
- Pierre Chagnon : Président des États-Unis
- Johanne Garneau : Dr Wong

 Source et légende : version québécoise (VQ) sur Doublage.qc.ca

## Développement

### Concept et création

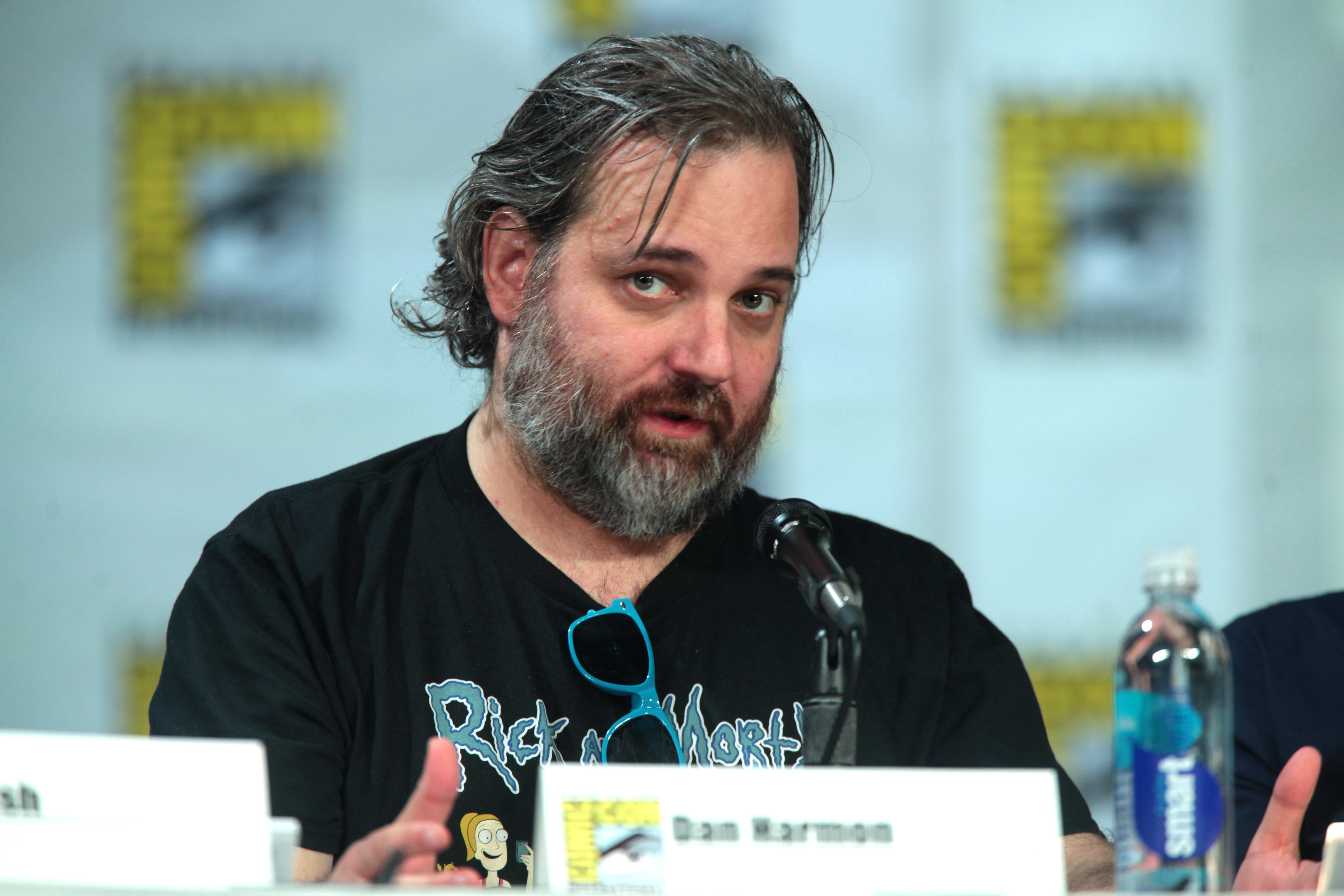
Le co-créateur Dan Harmon au San Diego Comic-Con International 2014

Rick et Morty a été créée par Justin Roiland et Dan Harmon. Le duo s'est rencontré à Channel 101, un festival mensuel de courts-métrages co-fondé par Dan Harmon à Los Angeles. À Channel 101, les participants soumettent un court-métrage et une audience live décide s'il est adapté en série. Justin Roiland commence à soumettre ses créations un an après la création du festival.
Justin Roiland explique qu'après avoir été renvoyé de son poste de producteur dans une série télévisée, il était énervé et voulait « juste faire quelque chose de dégoûtant ». C'est ainsi qu'en 2006 Justin Roiland réalise The Adventures of Doc and Mharti (littéralement, « Les Aventures de Doc et Mharti »), un animé au concept ridicule inspiré de la trilogie Retour vers le futur, dont les deux personnages principaux sont Emmett Brown et Marty McFly.
En 2012, après que Dan Harmon a été renvoyé de Community, Adult Swim le contacte pour la création d'une nouvelle série. Dan Harmon appelle alors Justin Roiland pour lui demander s'il a une idée de programme. Ce dernier lui propose Doc et Mharti, devenus Rick et Morty.

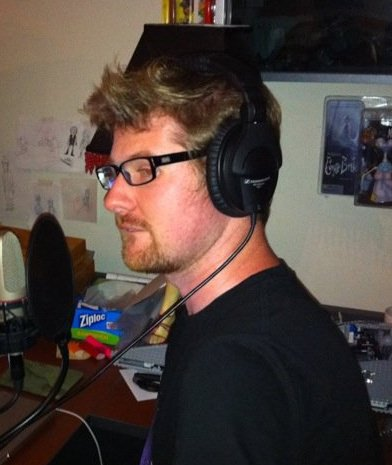
Justin Roiland, le co-créateur de la série, et voix des deux héros.

En 2015, Rick et Morty apparaissent dans le gag du canapé de Mathlete's Feat, le dernier épisode de la saison 26 des Simpson. Le gag a été écrit et animé par Justin Roiland et Dan Harmon.
En janvier 2016, Adult Swim produit Pocket Mortys, un jeu vidéo pour mobile dérivé de la série, parodiant le concept de la série vidéoludique Pokémon,.
En 2019, Sony s'est lié à Adult Swim afin de faire la promotion du jeu vidéo Death Stranding, dans une vidéo les personnages Rick et Morty en font la publicité.
Le 24 janvier 2023, Adult Swim met fin à sa collaboration avec Justin Roiland et l'exclut de la série Rick et Morty à la suite de son inculpation pour faits de violences conjugales.

## Diffusion et accueil

Logo original de la série.

La série a été annoncée durant la présentation du programme de Adult Swim en 2012.
Adult Swim a commandé dix épisodes pour la première saison en plus de l'épisode pilote.
Dan Harmon a confirmé en février 2014 via Twitter qu'Adult Swim a renouvelé Rick et Morty pour une deuxième saison, qui commencera le 26 juillet 2015.
Les deux premiers épisodes de la deuxième saison ont fuité fin juin 2015.
France 4 a annoncé le 8 juillet 2015 la programmation de Rick and Morty pour la saison 2015/2016. La première saison est diffusée depuis le 9 octobre 2015, tous les vendredis soir.

### Réception critique
Depuis que le pilote a été diffusé, la série a été reçue avec de très bonnes critiques, avec un score Metacritic de 85, indiquant « universal acclaim » (reconnaissance universelle). Allociné lui donne une moyenne de 4,6/5 tandis que Sens critique donne un 8,3/10 et IMDb un 9,3/10,. Les sites Vulture et Les Inrockuptibles préfèrent y ajouter la définition élogieuse de « série comique la plus triste [et la plus poétique] ».

### Récompenses
Creative Arts Emmy Awards 2018 : meilleur programme animé pour l'épisode Rick-ornichon de la saison 3.
Creative Arts Emmy Awards 2020 : meilleur programme animé pour l'épisode The Vat of Acid Episode de la saison 4.

### Distribution en ligne
Adult Swim a mis en ligne la première saison sur iTunes. L'épisode Rixty Minutes a été mis en ligne sur Instagram en 109 vidéos de 15 secondes. Les cinq saisons  sont disponibles sur le catalogue Netflix dans certains pays.

### DVD et Blu-ray
L'intégralité de la saison 1 est sortie en DVD et Blu-ray dans les pays anglophones le 7 octobre 2014. Chaque épisode contient deux pistes audio : une avec l'épisode et l'autre avec les commentaires de Dan Harmon, Justin Roiland et autres.

## Thèmes et analyse

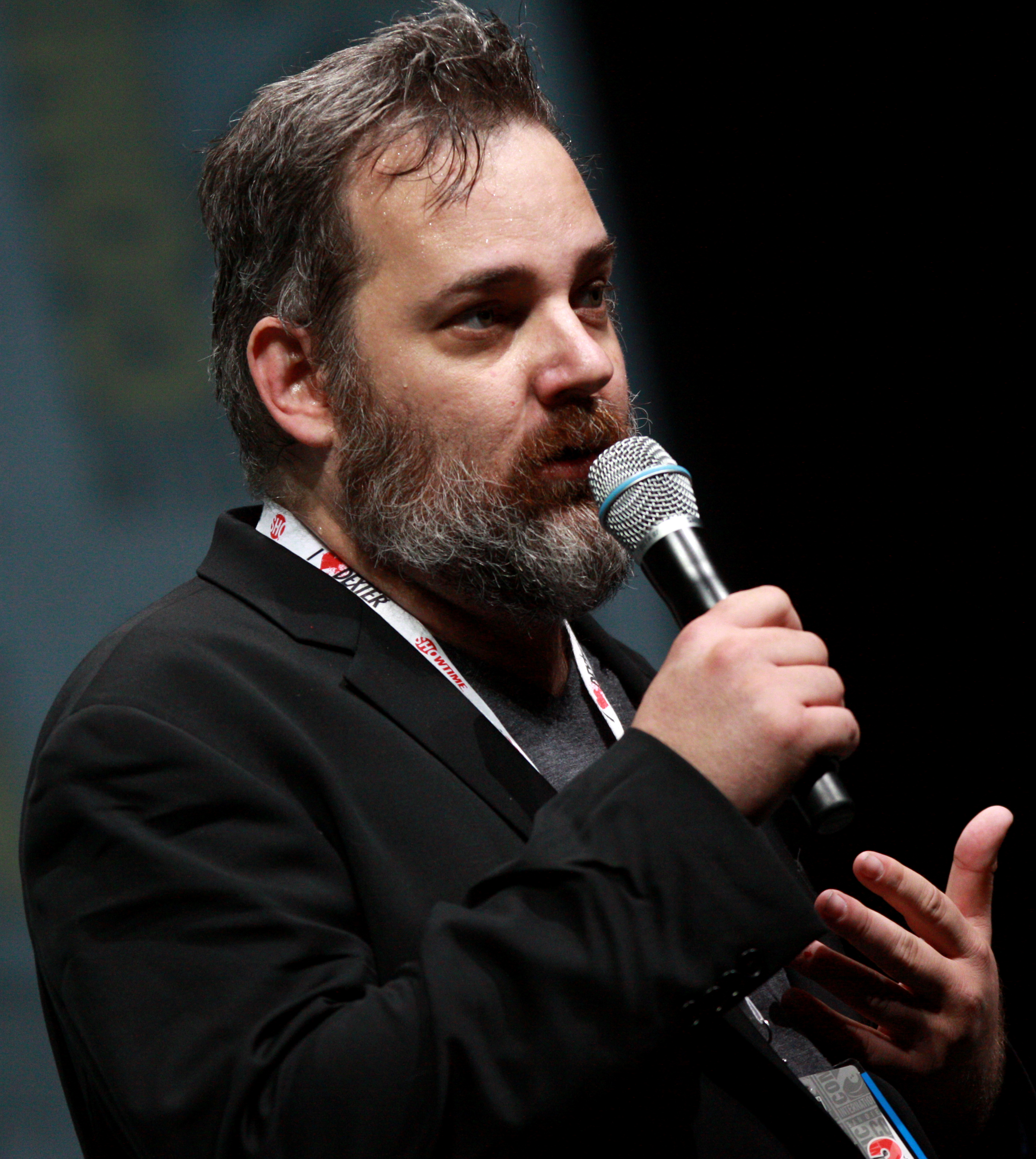
Dan Harmon cocréateur de Rick et Morty

### Style humoristique
La formule de Rick et Morty consiste à juxtaposer deux scénarios parallèles : un grand-père extrêmement égoïste et alcoolique entraînant son petit-fils dans des aventures prenant place dans le multivers et le suivi de drames familiaux,. Le cocréateur Dan Harmon décrit la série comme un croisement entre les deux émissions de Matt Groening, Les Simpsons et Futurama, mélangant vie de famille et science-fiction. La série est inspirée par la narration de style britannique, par opposition aux histoires télévisées familiales américaines traditionnelles. Harmon a déclaré qu'une grande partie du concept et de l'humour de la série a été inspiré par diverses séries télévisées britanniques, telles que The Hitchhiker's Guide to the Galaxy et Doctor Who. Il pense que le public ne comprendra les développements que du point de vue de Morty et non pas de Rick. Il rapproche Rick du rôle de Doctor Who en disant : « Nous ne souhaitons pas être de simples compagnons [du Docteur]. Nous voulons suivre le Docteur, nous idolâtrons le Docteur, mais nous ne pensons pas comme lui, et c'est ce qui fait l’intérêt ».
Parfois durant l'épisode, les personnages font allusion à la présence d'un quatrième mur, suggérant qu'ils sont conscients d'être des personnages d'une émission de télévision. Troy Patterson du New Yorker note que Rick et Morty « fournit une réponse astucieuse à la question de l’après post-modernisme : une régurgitation décadente de toutes ses conventions narratives, élevée, tout à la fois, par une certaine mélancolie humaniste ». Sean Sebastian sur le site Junkee déclare que le spectacle peut être à la fois hilarant et profondément dérangeant grâce à « la rencontre de grandes idées, de désinvolture et d’esprit ».

### Philosophie
Rick et Morty a été décrit comme « une blague de pet sans fin enroulée autour d'un regard étudié sur le nihilisme ». La série aborde l'insignifiance de l'existence humaine par rapport à la taille de l'univers, sans présence divine reconnaissable, comme le décrit la philosophie du cosmicisme de H. P. Lovecraft. Les personnages de la série traitent de l'horreur cosmique et de la peur existentielle, soit en affirmant l'utilité de la science sur la magie, soit en choisissant une vie dans la félicité ignorante. Cependant, comme le note Joachim Heijndermans de Geeks, aucun d'entre eux ne semble capable de gérer la nature absurde et chaotique de l'univers. Alors que Jerry passe par le déni et que Rick est un « désordre suicidaire dépressif, dépendant de substances ».
Harmon décrit Rick comme un anarchiste individualiste, qui n'aime pas qu'on lui dise quoi faire. D'après Harmon, le champ des possibles de Rick est tellement vaste que ça a fini par faire de lui un malade mental, un véritable fou. Contrairement à Rick, Harmon est d'avis qu'« avoir conscience que rien n'a d'importance à beau être exact, ça ne mène nulle part ». Matthew Bulger de The Humanist note que les créateurs de la série essaient de communiquer le message que nous devons nous concentrer sur les relations humaines et ne pas préoccuper nos esprits avec des questions sans réponses, afin de trouver un but et de vivre une vie meilleure. Eric Armstrong de The New Republic note que Morty représente le public, car il est « principalement là pour réagir aux plans dérangés de Rick ». Le personnage est transformé par les vérités qu'il découvre lors de ses aventures interdimensionnelles avec son grand-père. Cependant, au lieu de sombrer dans la dépression, Morty accepte ces vérités qui lui permettent de valoriser sa propre vie.
Aurélien Bellanger, dans sa chronique « La conclusion » sur France Culture, qualifie Rick et Morty de « fondamentalement athée ». Dès le premier épisode, Rick explique à sa petite fille « Dieu n’existe pas, Summer. Tu devrais arracher ce pansement maintenant, tu me remercieras plus tard ». La série met en scène des représentations religieuse ou morale avec qualité, parodie et humour grâce à ce recul qu'ont les auteurs sur la religion. « L'œuvre d'art contemporaine la plus pertinente que je connaisse sur la question de l'éternité de l'âme, c'est la série d'animation Rick et Morty » écrit Aurélien Bellanger. Le multivers permet aussi d'accéder à des thématiques tel que la résurrection, l’absurde, l'identité et l'existentialisme. Morty découvre que sa famille et lui ne sont pas unique car un « multivers quasi-infini implique une infinité de réalités ». À de nombreuses répétitions, Morty va faire face à d'autres Morty venant de mondes parallèles. « Le fait d'apprendre que ni lui ni sa famille ne sont uniques (et surtout le fait de l'apprendre en enterrant son « double » d'une autre dimension) plonge logiquement Morty dans un profond doute existentiel » explique Aurélien Noyer dans Capture Mag.

## Produits dérivés

### Flipper
- En février 2020, Spooky pinball produit « Rick & Morty » sous multimorphic P3-ROC. Deux versions sont disponibles la version standard et la version « blood sucker Edition ». Le jeu rencontre un vrai succès par son intégration du thème particulièrement réussi donc l’univers décalé colle parfaitement à une adaptation en flipper. La production limitée à 750 machines a été vendue très rapidement. Ce jeu fait désormais partie des titres les plus rares.

### Jeux vidéo
- En 2014, Rick and Morty's Rushed Licensed Adventure, un jeu d'aventure point-and-click, est sorti sur le site Web Adult Swim[48].
- En décembre 2014, Rick and Morty: Jerry's Game est sorti pour iOS et Android. Le jeu se compose du joueur faisant éclater des ballons et des préservatifs remplis d'air à l'infini. Des personnages apparaissent de temps en temps. Le nombre de ballons éclatés est compté et utilisé comme monnaie pour déverrouiller des ballons, des toiles de fond et des fonctionnalités spéciales. Le jeu est basé sur un jeu auquel Jerry joue dans un épisode. Le jeu comprend des micro-transactions[49].
- Le 10 août 2015, un pack d'annonceurs sur le thème de Rick et Morty a été publié pour le jeu vidéo multijoueur compétitif Dota 2[50].
- Pocket Mortys est un jeu de parodie Pokémon situé dans le "Rick et Morty Rickstaverse"[51], publié sur iOS et Android en tant que jeu gratuit de Adult Swim Games, sorti le 13 janvier 2016[52]. Coïncidant avec la théorie d'Everett, le jeu suit des versions de Rick et Morty qui appartiennent à une chronologie alternative, plutôt que le duo suivi dans la série. Le jeu utilise un style et un concept similaires aux jeux Pokémon, avec la capture de divers Mortys «sauvages», les combattant avec une variété d'Aliens, Ricks et Jerrys. Le jeu propose des doublages de Roiland et Harmon dans la version anglaise.
- Rick et Morty sont adaptés en une aventure VR avec le jeu vidéo Rick and Morty : Virtual Rick-ality sortie sur HTC Vive, PlayStation VR, Oculus Rift le 21 avril 2017 sur Microsoft Windows et le 10 avril 2018 sur PlayStation 4.
- Rick et Morty sont également des personnages jouables dans le jeu de combat MultiVersus.
- Rick, Morty, Summer, Mr Larbin, sont des skins sur fortnite

### Jeux de société
En 2018, Rick et Morty est adapté en Monopoly. Le jeu est fabriqué par Winning Moves et en vente exclusivement sur le site Référence Gaming. Le principe est d'acheter des lieux emblématiques de la série animée, dont la planète Squanch, Gazorpazorp ou encore Anatomy Park. Les maisons et les hôtels ont quant à eux été respectivement métamorphosés en leviers à Flooble et boîtes à Gooble.

### Littérature
À partir de 2018 une série de comics publié par HiComics raconte des aventures inédites dans une dizaine de tomes toujours en cours de publication. En parallèle sortent des spin-off sur des personnages secondaires (Mr Boite à caca, Rick-ornichon...).
On retrouve aussi Rick et Morty dans l'univers de Donjon & Dragon à travers 2 tomes respectivement sortis en 2019 et 2020.
Le 21 aout 2019 sort Le monde selon Rick préfacé par Matt Carson qui compile les citations caractérisant Rick Sanchez et sa vision du monde.

## Autres animations

### Courts métrages
De 2017 à 2019, Adult Swim a sorti une série de courts métrages d'animation de pâte à modeler intitulée Rick and Morty: The Non-Canonical Adventures sur YouTube. Ils ont été créés par Lee Hardcastle.
Le 29 mars 2020, un anime court intitulé Samurai & Shogun a été mis en ligne sur la chaîne YouTube d'Adult Swim. Il a été réalisé par Kaichi Saton et produit et animé par Studio Deen,.
Le 26 juillet 2020, un second anime court a été diffusé, intitulé Rick and Morty VS. Genocider. Il a été écrit et réalisé par Takashi Sano, produit par Sola Entertainment et animé par Telecom Animation Film. Le court métrage d'environ 8 minutes présente un dialogue japonais avec des sous-titres anglais.
Le 30 avril 2021, un court métrage d'animation en pixel art a été diffusé, intitulé Rick + Morty in the Eternal Nightmare Machine. Le court métrage de 17 minutes a été écrit, réalisé et animé uniquement par Paul Robertson, dans le style d'un jeu vidéo 16 bits,.
Le 2 août 2021, un troisième anime court intitulé Summer Meets God (Rick Meets Evil) a été mis en ligne sur YouTube et diffusé sur Adult Swim le lendemain. Il a également été écrit et réalisé par Takashi Sano et produit par Sola Entertainment et animé par Telecom Animation Film. Comme les précédents, ce courts métrages de 15 minutes contient un dialogue japonais avec des sous-titres anglais,.
Le 10 octobre 2021, un quatrième anime court intitulé The Great Yokai Battle of Akihabara est sorti sur YouTube et diffusé sur Adult Swin le lendemain. Il a été réalisé par Masaru Matsumoto, écrit par Naohiro Fukushima, animé par Yamato Works Inc et produit par Sola Entertainment. L'animation de 10 minutes environ comprend également un dialogue japonais avec des sous-titres anglais.
Le 12 novembre 2021, un cinquième anime court intitulé Samurai & Shogun Part 2 a été mis en ligne sur la chaîne YouTube d'Adult Swim. Suite du précédent Samurai & Shogun, il a aussi été réalisé par Kaichi Saton. Le court métrage d'un peu moins de 6 minutes présente une fois de plus un dialogue japonais avec des sous-titres anglais.

### Rick & Morty: Vindicators 2
Le 20 mai 2021, Adult Swim a annoncé une série dérivée courte centrée sur l'équipe des Vindicators (Supernova, Vance Maxiumus, Alan Rails, Crocubot et Noob Noob) précédemment vue dans l'épisode Troisième édition (Vindicators 3: The Return of Worldender en VO) de la saison 3. La série de 10 épisodes est sortie en juillet 2022.

### Rick and Morty: The Anime
Le 18 mai 2022, Adult Swim a commandé une série animée de 10 épisodes, réalisée par Takashi Sano (qui a également réalisé deux courts métrages d'animation pour la franchise) et produite par Studio Deen, Sola Entertainment et Telecom Animation Film,.